# Гонсало Ліра
Гонсало Анхель Кінтіліо Ліра Лопес (ісп. Gonzalo Ángel Quintilio Lira López, 29 лютого 1968, Бербанк, Каліфорнія — 12 січня 2024, Україна) — чилійсько-американський письменник, режисер, блогер маносфери під ніком Coach Red Pill та конспіролог.
Проживаючи в Харкові, висвітлював у своєму відеоблозі російське вторгнення в Україну з прокремлівської точки зору, що відзначалося численними оглядачами як повторення тезисів російської пропаганди через їхні русофільські погляди. Він також був затятим прихильником Піночета під час державного перевороту 1973 року в Чилі.
В травні 2023 року його заарештувала Служба безпеки України за обвинуваченням у створенні та розповсюдженні матеріалів, які виправдовували російське вторгнення в Україну. Арешт привернув увагу міжнародних ЗМІ. 6 липня 2023 року його було відпущено під домашній арешт, але 31 липня повторно заарештовано при спробі незаконного перетину кордону з Угорщиною. Лірі загрожувало 5-8 років ув'язнення, проте 12 січня 2024 року стало відомо, що він, будучи під вартою, помер від пневмонії.

## Життєпис
Дитинство Ліри пройшло в долині Сан-Фернандо, в містах Нью-Йорку, Маямі, а також у Гуаякілі (Еквадор), у батьків чилійців. Окрім громадянства США, у 2002 році він отримав громадянство Чилі.
Навчався в Дартмутському коледжі та отримав ступень балакавра з історії та філософії.

### Кар'єра

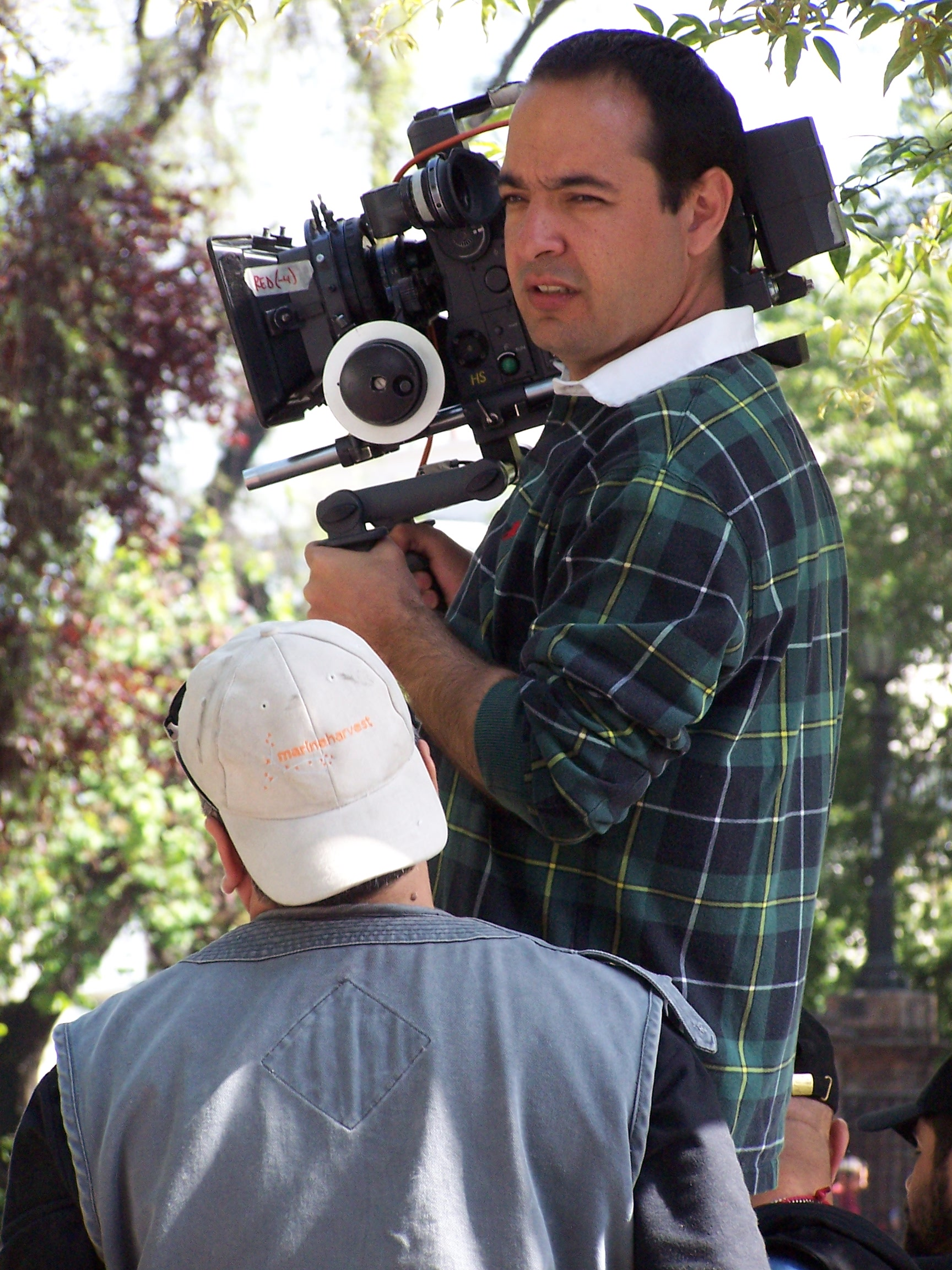
Ліра на зйомках «Викрадення Каталіни» (2006)

У 1997 році було опублікувано його перший роман Counterparts. В 1998 році вийшла його іспаномовна книга Tomáh Errázurih.
Оселившись на Мангеттені в 1998 році, він написав, спродюсував і зняв комедійний короткометражний фільм «So Kinky». У 2002 році написав книгу «Акробат». Того ж року переїхав до Чилі і почав писати іспанською. У 2006 році став співавтором сценарію, продюсером і режисером фільму «Викрадення Каталіни», відомого в Чилі як «Secuestro». Також брав участь у створенні комп'ютерної гри Soldier of Fortune.
З 2010 по 2012 рік Ліра працював блогером, публікував економічну та монетарну аналітику, зокрема щодо долара США. Статті Ліри також публікувались на Business Insider, хоча 8 з 10 його статей були пізніше видалені. Деякий час жив у Лондоні, з 2016 року оселився в Харкові разом з дружиною українкою.
У 2017 році Ліра почав активно вести соціальні мережі та публікувати відео на YouTube під псевдонімом Coach Red Pill. Темою його роликів та онлайн-семінарів були поради щодо стосунків. Ліра монетизував свою популярність і мав до 3200 передплатників на Patreon станом на 2021 рік. У листопаді 2021 року він видалив майже весь контент і почав публікувати відео на YouTube під ім'ям Гонсало Ліра.

### Повномасштабне вторгнення
На початок російського вторгнення в Україну у 2022 році Ліра перебував в Києві та коментував події з проросійської точки зору. Він дуже критично оцінював Володимира Зеленського. Серед іншого стверджував, втім, не надавши жодних доказів, що злочинність у країні значно зросла після видачі українською владою зброї населенню. Також він заперечував різанину у Бучі, поширював карти і повідомлення Міноборони РФ про біологічну зброю; писав, що президент Зеленський вживає наркотики, а Україною керують неонацисти; казав, що Росія не стріляє по цивільних, і натомість звинувачував ЗСУ у воєнних злочинах. Російський «Перший канал» транслював заяви Ліри на телебаченні. Згодом Ліра покинув Київ і повернувся до Харкова, постійно ведучи репортажі з міста.
Крім того, Ліра намагався слідкувати за американськими журналістами, які висвітлювали війну в Україні та українськими військовими і публікував їх особисті дані та адреси місцеперебування.

### Кримінальна справа
17 квітня 2022 року шотландський політик Джордж Галловей повідомив, що Ліра не з'явився на попередньо узгоджене інтерв'ю для його телепрограми. Друзі та сім'я Ліри підтвердили, що втратили з ним зв'язок, також його зникнення підтвердило Міністерство закордонних справ Чилі. Чилійська газета El Ciudadano та інтернет-портал Revista de Frente припускали, що Ліру заарештувала СБУ.
22 квітня 2022 року Ліра з'явився на YouTube в ток-шоу The Duran і повідомив, що 15 квітня близько 13:00 його затримала і утримувала впродовж тижня СБУ. За його словами, йому було заборонено обговорювати подробиці затримання, він міг повідомити лише що він фізично в порядку. Також йому заборонили покидати Харків, забрали ноутбук і телефони, а також позбавили доступу до пошти, блогу і акаунтів в соцмережах. Його слова процитувала чилійська газета El Tarapacá.
Більш ніж через рік, 1 травня 2023 року СБУ арештувала Ліру. Згідно з постановою суду, він мав знаходитись під вартою в межах досудового розслідування до 29 червня 2023 року. Встановлено заставу у розмірі 402 600 грн.
30 травня 2023 року Харківський апеляційний суд залишив без задоволення скарги адвоката Ліри щодо утримання під вартою та розміру застави. 31 травня 2023 року прокуратура Харківської області скерувала до суду обвинувальний акт щодо Ліри за ознаками кримінального правопорушення, передбаченого ч.2 та ч.3 ст.436-2 КК України. 8 червня 2023 року Дзержинський районний суд м. Харкова призначив попереднє судове засідання на 26 червня, на якому виніс ухвалу про продовження строку запобіжного заходу у вигляді тримання під вартою до 24 серпня 2023 року з альтернативою запобіжного заходу у вигляді застави у визначеному раніше порядку. Розгляд справи у відкритому судовому засіданні призначено на 2 серпня 2023 року.
6 липня 2023 року Ліра вийшов на свободу, внісши заставу у розмірі 402 600 грн. Після звільнення в своїх соціальних мережах він звинуватив український уряд у катуваннях, СБУ заперечила ці заяви.
31 липня 2023 року Ліра, порушивши судові обмеження, намагався втекти з України до Угорщини на мотоциклі, щоб отримати політичний притулок, але був знову заарештований.
2 серпня 2023 року в судовому провадженні було констатовано невдалу спробу Ліри покинути Україну та призначено нове засідання на 22 серпня 2023 року.
4 серпня 2023 року суд задовольнив клопотання прокуратури щодо тримання Ліри під вартою до 2 жовтня 2023 року без можливості внесення застави. Також було постановлено спрямувати раніше внесену заставу в дохід держави. У рішенні суду зазначено, що Ліра пояснив своє порушення накладених обмежень страхом за своє життя через насильницькі дії, вчинені щодо нього під час перебування в СІЗО та вимагання 70 тис. доларів США. Він також обґрунтовував це тим, що те, що суд не постановив вилучити у нього посвідчувальні документи чи встановити електронний пристрій контролю, було сприйнято ним як сигнал того, що суд хоче, щоб він залишив країну.
22 серпня 2023 року Слобідська районна прокуратура міста Харкова скерувала до суду обвинувальний акт стосовно Ліри за фактом поширення матеріалів, що виправдовують та заперечують збройну агресію Російської Федерації проти України (ч. 2 ст. 436-2 КК України). 12 вересня 2023 року для Ліри продовжили термін тримання під вартою до 11 листопада 2023 року.
У грудні 2023 року Ілон Маск публічно поцікавився статусом Ліри через свою платформу X у відповідь на публікацію, де Ліру названо політичним в'язнем. У СБУ відповіли, що Ліру затримано в установленому законом порядку.

### Смерть
12 січня 2024 року російські джерела, а також деякі політичні оглядачі, зокрема Такер Карлсон, повідомили про смерть Ліри в українській в'язниці. Російське інформаційне агентство ТАРС підтвердило його смерть з посиланням на Державний департамент США. Журналіст Алекс Рубінштейн опублікував листа від, як він стверджує, Гонсало Ліри, датованого 4 січня 2024 року, де той описує скарги на самопочуття, повідомляючи, що має подвійну пневмонію (обидві легені), пневмоторакс і дуже важкий випадок набряку тіла, а також говорить про заплановану операцію зі зменшення тиску набряку в легенях.
Речник Державного департаменту США в коментарі для Fox News підтвердив смерть Гонсало Ліри в Україні.

## Критика

### Coach Red Pill
Блог Coach Red Pill (укр. Коуч «Червона Таблетка»), де Ліра давав поради чоловікам щодо стосунків та технік пікапу критикувався через стереотипи про жінок, зокрема їх віку та зовнішності. Серед іншого, у своїх відео Ліра закликав не зустрічатись з жінками, яким 30+ років, стверджував, що незалежно від того, що вони говорять, усі жінки насправді хочуть грошей, будинку та дітей, оскільки виховання дітей — це єдине, що їх «біологічно підтвердить». В одному з ранніх дописів висловив думку, що у відділах кадрів працюють «переважно жінки, які в старшій школі мали шльондроватий вигляд, пліткували і влаштовували всілякі драми. Жінки, якими… найлегше маніпулювати, які найлегше піддаються лестощам і пошановуванню».
За словами швейцарського дослідника Маноеля Орта Рібейро, більша частина контенту, яку розміщував Ліра під псевдонімом Coach Red Pill, заснована на застарілих поглядах на питання гендеру і суспільства, а також просто на жінконенависництві, яке обґрунтовувалось сумнівними інтерпретаціями еволюційної психології.

### Російське вторгнення
Ліра неодноразово публікував фейки та прокремлівські наративи щодо війни в Україні, його геополітичні оцінки отримували іронічні відгуки на американських форумах, таких як Reddit і Quora.
16 лютого 2022 року він заявив в ефірі ток-шоу The Duran, що «ніхто старше 12 років чи з IQ вище 90 не вірить всерйоз, що росіяни збираються вторгнутись найближчим часом».
Після початку бойових дій Ліра писав, що російське вторгнення — одне з найблискучіших у світовій історії; що Зеленський, швидше за все, «давно покинув столицю» і знаходиться в бункері; що російські війська не вбивають місцеве населення; що видача зброї цивільним в Києві відбувається, щоб Захід отримав картинку «кривавої війни»; що відключення Росії від SWIFT призведе до краху долара. В одному з своїх постів писав, що те, що називають вторгненням Росії, насправді виглядає менш загрозливо, ніж серія протестів Black Lives Matter, яка пройшла в США двома роками раніше. Коли просування російських військ сповільнилось, порівнював план Путіна щодо України з тим, як гітлерівська Німеччина захоплювала Польщу — без бліцкригу, поступово за 35 днів.
Американський політолог з Ратґерського університету Олександр Мотиль характеризує заяви Ліри як абсурдні, такі, що протирічать даним спостережень і відповідають наративам російської пропаганди. Спеціаліст з питань України Рід-коледжа Олександра Грицак вважає, что російська пропаганда використовує Ліру як доказ, що незалежні думки на Заході позитивно оцінюють те, що відбувається.

### Конспірологічні теорії
Окрім іншого, Ліра просував конспірологічні теорії, стверджував, що війна між США і КНР неминуча і повинна початись весною 2022 року, що Австралія використовує «акустичну зброю» проти своїх жителів, а також, що жінка, яка зробила щеплення від COVID-19 ніби-то стає безплідною тому вона «непотрібна, її можна відправити в сміттєвий бак».

## Особисте життя
Гонсало Ліра одружився 14 березня 2013 у Республіці Чилі. Дружина — українка. Мав двох дітей. Діти народились у Республіці Чилі, але були громадянами України з моменту народження. У березні 2021 року дружина подала заяву на розлучення. Шлюб було розірвано 22 грудня 2022 року Дзержинським районним судом міста Харкова.

## Фільмографія
- So Kinky (1998) — сценарист, режисер.
- Secuestro (2005) або Викрадення Каталіни — співавтор сценарію, продюсер, режисер.